# Publivog
Publivog est une société d'édition, en particulier de périodiques de bandes dessinées.

## Dessinateurs ayant travaillé pour cette maison d’édition
- Robert et Raoul Giordan
- Robert Hugues
- Bob Leguay
- Marc-René Novi